# Stavkî, Turiisk
Stavkî (în ucraineană Ставки) este un sat în comuna Ovlociîn din raionul Turiisk, regiunea Volînia, Ucraina. În secolul al XIX-lea, satul făcea parte din volostul Turîceanî, uezdul Volodîmîr-Volînskîi.

## Demografie
Componența lingvistică a localității Stavkî
     Ucraineană (100%)
Conform recensământului din 2001, toată populația localității Stavkî era vorbitoare de ucraineană (100%).